# Klemm Kl 153
Die Klemm Kl153 war der Entwurf für ein zweimotoriges Aufklärungsflugzeug der Leichtflugzeugbau Klemm GmbH aus dem Jahr 1940.

## Geschichte
Der Entwurf Klemm Kl153 von Carl Bucher entstand bei der Leichtflugzeugbau Klemm GmbH auf Grund einer Ausschreibung des Reichsluftfahrtministeriums (RLM) für ein Nachfolgeflugzeug des Aufklärers Fieseler Fi 156 und diente vermutlich als Gegenentwurf zu der von Fieseler vorgeschlagenen Fieseler Fi 256. Die Eckdaten des ersten Entwurfs waren gegenüber der Fieseler Fi156 bei Verbindungsflugaufgaben mit einer dreifachen Reichweite und einer fast 100 km/h höheren Reisegeschwindigkeit bei doppelter Passagierkapazität deutlich überlegen. Trotz ihrer Größe verfügte die Klemm Kl153 gegenüber der Fieseler Fi156 über fast gleiche Langsamflugeigenschaften. Mit einem Abfluggewicht von 1,5 Tonnen war die Klemm Kl153 zwar schwerer als das Ablösemuster Fieseler Fi156. Jedoch war sie leichter als das Vergleichsmuster Fieseler Fi256.
Die Arbeiten an der Klemm Kl153 dürften im September 1940 weitgehend eingestellt worden sein, nachdem das RLM eine Entscheidung für die Fieseler Fi256 als Nachfolgemuster für die Fieseler Fi156 getroffen hatte.

## Konstruktion
Die Ausführung erfolgte als viersitziger Schulterdecker in Teilschalenbauweise mit zwei 160 PS starken Hirth HM-506-Motoren. Die Motorgondeln in den Flügeln waren nach hinten als Leitwerksträger fortgeführt, die am Ende über ein Doppelleitwerk miteinander verbunden waren.

## Technische Daten
| Kenngröße             | Klemm Kl152                          |
| --------------------- | ------------------------------------ |
| Sitze                 | 4                                    |
| Länge                 | 7,80 m                               |
| Spannweite            | 14,60 m                              |
| Höhe                  |                                      |
| Flügelfläche          | 24,00 m²                             |
| Flügelstreckung       | 8,9                                  |
| Rüstmasse             | 900 kg                               |
| Zuladung              | 400 kg                               |
| max. Startmasse       | 1300 kg                              |
| Höchstgeschwindigkeit | 276 km/h                             |
| Reisegeschwindigkeit  |                                      |
| Landegeschwindigkeit  | 74 km/h                              |
| Steigzeit             |                                      |
| Gipfelhöhe            | 7500 m                               |
| Reichweite            | 550 km                               |
| Triebwerk             | 2 × Hirth HM506 mit je 95 PS (70 kW) |